# Black Moon Chronicles
Black Moon Chronicles — компьютерная игра в жанре стратегии, сочетающая в себе пошаговые и риалтаймовые элементы. Основана на серии фэнтезийных комиксов «Chroniques de la Lune Noire» французского автора Оливье Ледруа (Olivier Ledroit). Разработана и выпущена Cryo Interactive в 1999 году.

## Сюжет игры
Black Moon Chronicles погружает игрока в сказочный, но кошмарный мир, раздираемый войной за мировое господство. В борьбе участвуют четыре группировки, вернее сказать, четыре силы — Black Moon, Justice, Light и Empire. Соответственно: Тёмная луна, Рыцари справедливости, Рыцари света и Империя. Краткую информацию о каждом из них можно получить в процессе просмотра вступительного мультфильма. Дополнительная информация о лидерах и вооружённых силах содержится в Бестиарии. Помимо основных четырёх группировок имеется некоторое количество нейтральных народов (гномы, разбойники) и герои, принимающие сторону тех, кто им более приглянется. Герои помимо холодного оружия владеют и некоторыми заклинаниями, до 9 заклинаний каждый. По ходу игры, в зависимости от пропорции нанесения/получения повреждений, растет уровень персонажа, что в первую очередь сказывается на жизненной силе оного. Одним из таких вольнонаёмных героев и управляет игрок. Перед тем как начать битву на стороне одной из группировок, вашему персонажу предлагается пройти обряд инициации, путём совершения краткого путешествия по одному из районов страны. В процессе путешествия игрока знакомят с методом управления, тактикой и стратегией игры. Интересная особенность. По ходу путешествия нужно выполнять кое-какие задания, например, помочь имперскому генералу отстоять форт от нападения разбойников. Задание считается невыполненным, если генерала убивают в бою. Так вот, в случае невыполнения миссии герою предоставляют ещё один шанс. И так до успешного завершения миссии.

## Музыка в игре
Несомненным плюсом игры является вступительный мультфильм, воспроизводимый под музыку с компакт-диска. Хроники чёрной луны выполнены по популярной ныне двухдисковой схеме — на первом диске записаны файлы игры, а второй отдан под звуковое сопровождение, записанное в формате CD-Audio. В таком подходе есть свои достоинства и недостатки. Достоинством является высококачественный звук, а недостатком (особенно для российских пользователей с малой ёмкостью жёсткого диска) — чрезмерно большой объём инсталляции.